# Tintin och alfabetskonsten

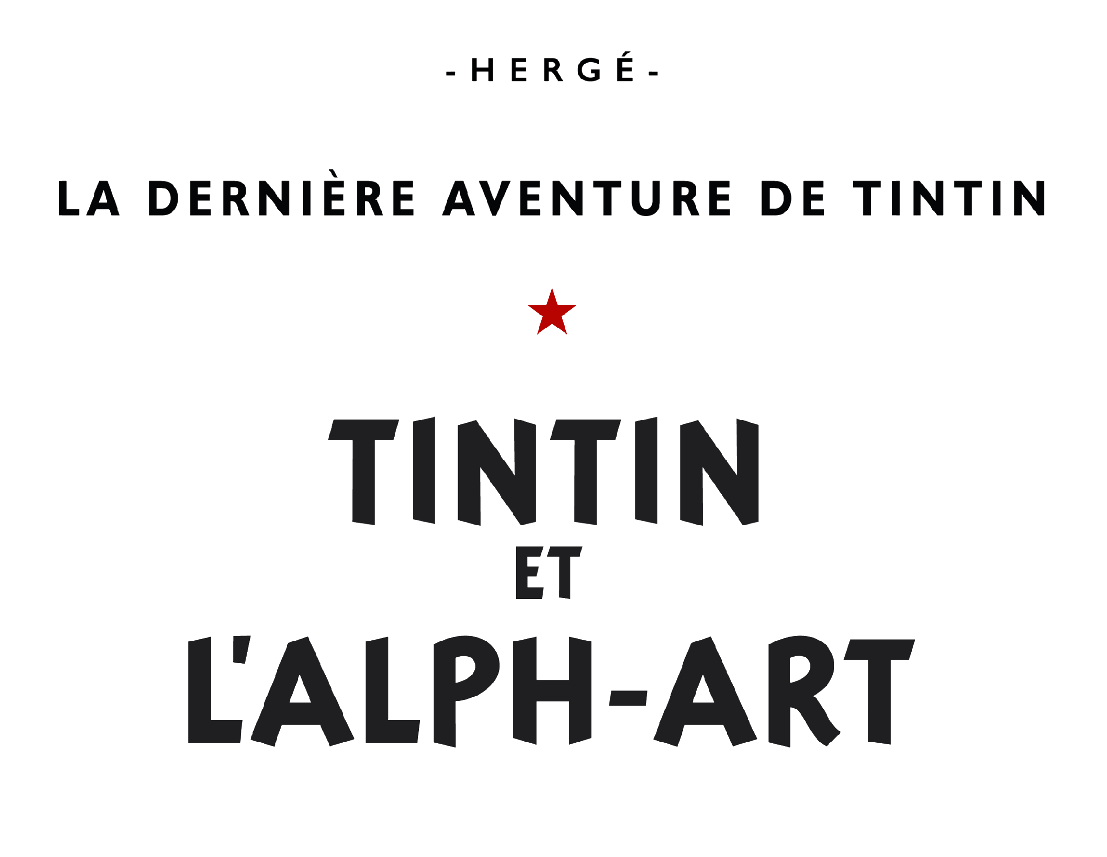

Tintin och alfabetskonsten, fransk originaltitel: Tintin et l'alph-art, är ett ofullbordat album i Tintinserien. Hergé arbetade på det vid tiden för sin bortgång. Berättelsen innehöll "alfakonst", konst som baserades på bokstäverna i alfabetet. Albumet publicerades postumt 1986, tre år efter Hergés död, och består, förutom de tre första sidorna, av mer eller mindre grova skisser.
Albumet beskriver sekternas ockulta värld. Det skulle även skicka Tintin in i den moderna konstens värld.
Boken publicerades första gången på svenska 1989, och på engelska 1990. Översättningarna ersätter inte Hergés originaltext utan är skrivna separat vid sidan om serierutorna. Den första versionen har inget egentligt slut, utan slutar abrupt mitt i en "cliffhanger".
Under 2004 kom det ut en nyutgåva på svenska, med den ändrade titeln Tintin och Alfakonsten. Den versionen innehåller extramaterial i form av Hergés skisser och utkast.
Enligt en av Hergés originalskisser är det en förklädd Rastapopoulos som är bakom den store skurken Endaddine Akass.

## Handling
Bianca Castafiore ringer till Moulinsart för att meddela att hon besöker dem inom kort. För att undvika henne går Kapten Haddock en sväng på stan och då han får syn på henne smiter han in i en konstaffär, där han träffar konstnären Ramo Nash, som tillsammans med Castafiore berättar om alfakonst. Kapten Haddock köper ett stort H, som i Haddock, i plexiglas.
Två konsthandlare har omkommit i olyckor. Tintin undersöker saken och blir nästan mördad. Under undersökningen träffar han en ung dam vid namn Martine. Han och kaptenen hamnar på ett föredrag med magnetisören Eddadine Akass. Efter ett nattligt äventyr kommer Tintin på att de medaljonger som alla Akass anhängare har, innehåller dolda mikrofoner för spionage. Han följer efter med kaptenen och Milou till ön Ischia utanför Neapel. Där träffar han Castafiore och Ramo Nash. Tintin upptäcker ett lager med falska tavlor på natten och grips av Eddadine. Han ger Milou ett meddelande där han sitter i en fängelsehåla. På morgonen kommer en vakt och tar honom för att smälta in honom i en staty av skulptören César. Här slutar historien på grund av att Hergé avled den 3 mars 1983.